# Raión de Mariúpol
Raión de Mariúpol (en ucraniano: Маріупольський район, en ruso: Мариупольский район) es un raión o distrito de Ucrania en el óblast de Donetsk. La capital es la ciudad de Mariúpol.

## Demografía
Según estimación 2020 contaba con una población total de 521100 habitantes.

## Otros datos
El código КАТOТТG es UA14140000000070889.